# I'll Be There (Jess Glynne)
I'll Be There è un singolo della cantante britannica Jess Glynne, pubblicato il 4 maggio 2018 come primo estratto dal secondo album in studio Always in Between.

## Riconoscimenti
BreakTudo Awards
- 2018 – Nomination – Hit dell'anno[10]

BRIT Awards
- 2019 – Nomination – Miglior singolo britannico[11]

## Tracce
Testi di Jess Glynne, Camille Purcell, Wdvard Forre Erfjord e Jerker Hansson, musiche di Electric, Stersmith e Louis Bell.
1. I'll Be There – 3:13

## Classifiche

### Classifiche settimanali
| Classifica (2018)  | Posizione massima |
| ------------------ | ----------------- |
| Australia          | 23                |
| Belgio (Fiandre)   | 4                 |
| Repubblica Ceca    | 53                |
| Euro Digital Songs | 3                 |
| Germania           | 92                |
| Irlanda            | 8                 |
| Nuova Zelanda      | 28                |
| Svezia             | 55                |
| Svizzera           | 60                |
| Regno Unito        | 1                 |

### Classifiche di fine anno
| Classifica (2018) | Posizione |
| ----------------- | --------- |
| Islanda           | 80        |